# Halowe Mistrzostwa Świata w Lekkoatletyce 2010 – pięciobój kobiet
Pięciobój kobiet – jedna z konkurencji rozegranych podczas XIII Halowych Mistrzostw Świata w Lekkoatletyce.
Pięciobój został rozegrany w drugim dniu zawodów – 13 marca.

## Wybór zawodniczek
Do zawodów wielobojowych na halowych mistrzostwach świata w Ad-Dausze zaproszono 8 zawodniczek według następującego klucza:
- 3 zawodniczki z najlepszymi rezultatami w siedmioboju w sezonie 2009 (maksymalnie jedna zawodniczka z każdego kraju)
- 3 zawodniczki z najlepszymi rezultatami w pięcioboju w sezonie 2010
- 2 dzikie karty przyznane przez IAAF
- W gronie 8 zaproszonych zawodniczek mogą się znaleźć co najwyżej dwie zawodniczki z jednego kraju

Ponieważ zawodniczki z 3. (Niemka Jennifer Oeser), 4. (Polka Kamila Chudzik), 5. (Ukrainka Hanna Melniczenko) oraz 6. (Ukrainka Ludmiła Josipenko) rezultatem w siedmioboju z 2009 opuściły halowy sezon 2010 to do występu zakwalifikowały się 1. na liście Jessica Ennis, 2. – Natala Dobrynśka oraz 7. – Aiga Grabuste.
Z listy najlepszych zawodniczek w pięcioboju w 2010 2. w rankingu Natala Dobrynśka uzyskała już kwalifikację na podstawie wyniku z 2009, zatem prawo występu w Ad-Dausze otrzymały liderka list światowych – Tatiana Czernowa, 3. na listach – Hyleas Fountain oraz 4. – Karolina Tymińska.
Dzikie karty przyznano dwóm kolejnym zawodniczkom z rankingu za 2010: Antoinette Nana Djimou Ida z Francji oraz Rosjance Marinie Gonczarowej.
Na starcie nie stanęła zatem żadna z medalistek poprzednich mistrzostw z 2008.

## Rekordy
W poniższej tabeli przedstawione są halowy rekord świata, rekord halowych mistrzostw świata, najlepszy wynik w 2010 oraz rekordy poszczególnych kontynentów z dnia 9 marca 2010 roku.
| Halowy rekord świata              | Irina Biełowa (Wspólnota Niepodległych Państw) | 4991 pkt | Berlin, Niemcy              | 15.02.1992 |
| Rekord halowych mistrzostw świata | Carolina Klüft (Szwecja)                       | 4933 pkt | Birmingham, Wielka Brytania | 14.03.2003 |
| Listy światowe                    | Tatiana Czernowa (Rosja)                       | 4855 pkt | Penza, Rosja                | 03.02.2010 |
| Halowy rekord Afryki              | Eunice Barber (Sierra Leone)                   | 4558 pkt | Paryż, Francja              | 07.03.1997 |
| Halowy rekord Azji                | Olga Rypakowa (Kazachstan)                     | 4582 pkt | Pattaya, Tajlandia          | 10.02.2006 |
| Halowy rekord Europy              | Irina Biełowa (Wspólnota Niepodległych Państw) | 4991 pkt | Berlin, Niemcy              | 15.02.1992 |
| Halowy rekord Ameryki Północnej   | Le Shundra Nathana (Stany Zjednoczone)         | 4753 pkt | Maebashi, Japonia           | 05.03.1999 |
| Halowy rekord Australii i Oceanii | Jane Jamieson (Australia)                      | 4490 pkt | Maebashi, Japonia           | 05.03.1999 |
| Halowy rekord Ameryki Południowej | Themys Zambrzycki (Brazylia)                   | 4001 pkt | Columbia, Stany Zjednoczone | 08.03.1980 |

## Rezultaty

### Bieg na 60 m przez płotki
| Pozycja | Zawodniczka            | Reprezentacja     | Rezultat | Punkty | Uwagi |
| ------- | ---------------------- | ----------------- | -------- | ------ | ----- |
| 1.      | Jessica Ennis          | Wielka Brytania   | 8,04     | 1120   |       |
| 2.      | Hyleas Fountain        | Stany Zjednoczone | 8,20     | 1084   |       |
| 3.      | Antoinette Nana Djimou | Francja           | 8,26     | 1070   |       |
| 4.      | Karolina Tymińska      | Polska            | 8,48     | 1021   |       |
| 5.      | Natala Dobrynśka       | Ukraina           | 8,50     | 1017   |       |
| 6.      | Tatiana Czernowa       | Rosja             | 8,51     | 1015   |       |
| 7.      | Marina Gonczarowa      | Rosja             | 8,56     | 1004   | PB    |
| 8.      | Aiga Grabuste          | Łotwa             | 8,94     | 922    |       |

### Skok wzwyż
| Pozycja | Zawodniczka            | Reprezentacja     | Rezultat | Punkty | Uwagi |
| ------- | ---------------------- | ----------------- | -------- | ------ | ----- |
| 1.      | Jessica Ennis          | Wielka Brytania   | 1,90     | 1106   |       |
| 2.      | Hyleas Fountain        | Stany Zjednoczone | 1,87     | 1067   | SB    |
| 3.      | Natala Dobrynśka       | Ukraina           | 1,84     | 1029   | SB    |
| 4.      | Antoinette Nana Djimou | Francja           | 1,84     | 1029   | PB    |
| 5.      | Tatiana Czernowa       | Rosja             | 1,78     | 953    |       |
| 6.      | Marina Gonczarowa      | Rosja             | 1,78     | 953    |       |
| 7.      | Karolina Tymińska      | Polska            | 1,72     | 879    |       |
| 8.      | Aiga Grabuste          | Łotwa             | 1,63     | 771    | SB    |

### Pchnięcie kulą
| Pozycja | Zawodniczka            | Reprezentacja     | Rezultat | Punkty | Uwagi |
| ------- | ---------------------- | ----------------- | -------- | ------ | ----- |
| 1.      | Natala Dobrynśka       | Ukraina           | 16,43    | 957    | SB    |
| 2.      | Tatiana Czernowa       | Rosja             | 14,54    | 830    | PB    |
| 3.      | Karolina Tymińska      | Polska            | 14,38    | 819    |       |
| 4.      | Hyleas Fountain        | Stany Zjednoczone | 14,06    | 798    | PB    |
| 5.      | Jessica Ennis          | Wielka Brytania   | 14,01    | 795    | SB    |
| 6.      | Marina Gonczarowa      | Rosja             | 13,78    | 779    |       |
| 7.      | Antoinette Nana Djimou | Francja           | 13,72    | 775    |       |
| 8.      | Aiga Grabuste          | Łotwa             | 12,33    | 683    | SB    |

### Skok w dal
| Pozycja | Zawodniczka            | Reprezentacja     | Rezultat | Punkty | Uwagi |
| ------- | ---------------------- | ----------------- | -------- | ------ | ----- |
| 1.      | Tatiana Czernowa       | Rosja             | 6,62     | 1046   |       |
| 2.      | Hyleas Fountain        | Stany Zjednoczone | 6,46     | 994    |       |
| 3.      | Jessica Ennis          | Wielka Brytania   | 6,44     | 988    | PB    |
| 4.      | Antoinette Nana Djimou | Francja           | 6,34     | 956    |       |
| 5.      | Natala Dobrynśka       | Ukraina           | 6,33     | 953    |       |
| 6.      | Karolina Tymińska      | Polska            | 6,19     | 908    |       |
| 7.      | Aiga Grabuste          | Łotwa             | 6,05     | 865    |       |
| 8.      | Marina Gonczarowa      | Rosja             | 5,92     | 825    |       |

### Bieg na 800 m
| Pozycja | Zawodniczka            | Reprezentacja     | Rezultat | Punkty | Uwagi |
| ------- | ---------------------- | ----------------- | -------- | ------ | ----- |
| 1.      | Karolina Tymińska      | Polska            | 2:11,16  | 948    | SB    |
| 2.      | Jessica Ennis          | Wielka Brytania   | 2:12,55  | 928    | PB    |
| 3.      | Tatiana Czernowa       | Rosja             | 2:13,19  | 918    |       |
| 4.      | Natala Dobrynśka       | Ukraina           | 2:14,85  | 895    | PB    |
| 5.      | Marina Gonczarowa      | Rosja             | 2:17,69  | 855    |       |
| 6.      | Hyleas Fountain        | Stany Zjednoczone | 2:21,02  | 810    | PB    |
| 7.      | Antoinette Nana Djimou | Francja           | 2:22,64  | 788    | SB    |
| 8.      | Aiga Grabuste          | Łotwa             | 2:23,84  | 772    | SB    |

### Klasyfikacja finałowa
| Lp. | Zawodnik               | Kraj              | Punkty |
| --- | ---------------------- | ----------------- | ------ |
|     | Jessica Ennis          | Wielka Brytania   | 4937   |
|     | Natala Dobrynśka       | Ukraina           | 4851   |
|     | Tatiana Czernowa       | Rosja             | 4762   |
| 4.  | Hyleas Fountain        | Stany Zjednoczone | 4753   |
| 5.  | Antoinette Nana Djimou | Francja           | 4618   |
| 6.  | Karolina Tymińska      | Polska            | 4575   |
| 7.  | Marina Gonczarowa      | Rosja             | 4416   |
| 8.  | Aiga Grabuste          | Łotwa             | 4013   |